# Angel Dust (gruppo musicale)
Gli Angel Dust sono un gruppo musicale power metal tedesco formatosi nel 1984 e originario di Dortmund.

## Storia
Per tutto il corso degli anni ottanta la band suonava prevalentemente thrash metal ma, dopo un primo scioglimento (1990) e la successiva riunione nel 1997, la band decise di passare ad un power metal con caratteri molto melodici.

## Formazione

### Formazione attuale
- Dirk Thurisch - voce, chitarra (1997-2005, 2010-presente)
- Bernd Aufermann - chitarra (1997-2001, 2004-presente)
- Christian Polhmann - basso (2006-presente)
- Steven "Banx" Bankowski - tastiera (1997-presente)
- Dirk Assmuth - batteria (1984-1988, 1997-2000, 2002-presente)

### Ex componenti
- Jörg Weiss (1986) - voce
- Romme Keymer - chitarra, voce (1984-1987)
- S.L. Coe - voce (1988)
- Carsten Kaiser - voce (2005-2010)
- Andreas Lohrum - chitarra (1984-1987)
- Vinny Lynn - chitarra (1988)
- Stefan K. Nauer - chitarra (1988)
- Ritchie Wilkison - chitarra (2001-2002)
- Frank "Banx" Bankowski - basso (1984-1988, 1997-2003)
- Michael Sticken - batteria (2000-2001)
- Nick Seelinger - batteria (2002)

## Discografia
- 1986 - Into the Dark Past
- 1988 - To Dust You Will Decay
- 1998 - Border of Reality
- 1999 - Bleed
- 2000 - Enlighten the Darkness
- 2002 - Of Human Bondage